# 捉え方・解釈
捉え方・解釈（英: Construal）は認知文法・認知言語学の用語。
言語表現の意味というのは、ただ単にその意味が包含する概念的内容を指すのではない。それと同様に重要なのは、概念的内容をいかに能動的に解釈するかである。我々人間のそうした概念内容に対する能動的な心的能力を「捉え・解釈（Construal）」と呼ぶ。例えば、「斜辺」という概念は、「直角三角形」という概念を想起することなしにその意味を捉えることは不可能である。しかし直角三角形を思い浮かべただけでも不十分である。そこから能動的にある一辺を取り出し、際だたせる能動的な働きをなくしてはこの概念は成立し得ない。この後者の作用がここでいう「捉える」こと、「解釈」である。
なお、以上のLangackerの認知文法における「言語表現の意味」の構造に関する扱いは認知文法の3.3節「言語表現の意味」参照。以下の記述は記していない限りLangackerの認知文法の枠組み（Langacker 1987, 1990, 2008）に沿って説明を行う。

## 特定性（Specificity）・スキーマ性（Schematicity）
我々が客観的な世界から意味を解釈するときにまず問題となるのが、いかに具体的にその状況を述べるか、という特定性の問題である。ある川の水量を述べるときに、「多い」と言うことも可能であろうし、もっと具体的に「1mある」と言うことも、「1m15cmある」と言うことも可能である。
特定性の反対は抽象性・スキーマ性（Schematicity）である。「1m15cm」と表現することは、「多い」よりもスキーマ性が高い、と述べることができる。
我々は、このより高いスキーマ性でもってものを捉えることができる能力（スキーマ化）によって、さまざまな言語表現を可能にし、さまざまな言語能力が駆動可能になっていると認知文法では考えられている。（認知文法の3.2「語彙文法の規定」を参照）

## 焦点化（Focusing）
ここでいう焦点化とは、ある概念内容から特定の認知領域を選択すること、前景化・背景化のプロセスを指す。

### 前景化・背景化
我々は普通、ある対象を把握していくときに、その対象のある部分にフォーカスを当てながらその対象を認識する。ある部分に焦点が当たったらその部分が「前景化（Foregrounding）」していると言い、その部分に焦点が当たらずに認識されるときに「背景化」していると言う。例えば以下の例ではaもbもそれぞれ真であり、パラフレーズの関係にあるといえるが、どの部分を前景化し、どの部分を背景化するかによってこのような言語表現が可能になると言える。
（例）
- a. A pessimist: “The bottle is half empty!”
- b. A optimist: “The bottle is half full!”（山梨正明 2009）

また、複合構造の中にもこのような前景化・背景化の関係があると言える（Langacker 2008: 60-62）。複合構造に対する構成要素の際だちの度合いを「分析性（analyzability）」と一般に言うが、この分析性の度合いは前景化・背景化の度合いを反映したものとして捉えることが可能になる。
（例）
- LIPSTICK MAKER
- LIPSTICK, MAKER
- LIP, STICK, MAKE, -ER

例えば、一番目の「口紅の製造業者」という語はそれ自体はそこまで定着度は高くない語であり、その意味で構成要素以上の意味を持っている度合いは低いため、分析性が高いといえる。よって、LIPSTICK MAKERという複合構造はそれ自体前景化しているが、それの構成要素であるLIPSTICKとMAKERという構造は少々背景化していると考えることができる。一方で、二番目の「口紅」と「製造業者」という意味の２語は構成要素の和以上の意味を持っているため、分析性は低いと言える。よって、その構成要素であるLIP、STICK、MAKE、-ERはかなり背景化していると考えることができる。

### スコープ
焦点化はあるドメインを呼び出すのみならず、ある領域内の特定の部分にスコープを当てる際にも重要な役割を果たす。
我々はものを知覚する際に、見る対象の範囲を限定して、そのある領域内で知覚し、認知する。
例えば我々が「グラス」という概念の形を規定する際に、宇宙全体を見渡した上でその概念を規定する必要はない。ある特定の空間を想起したり、ある特定の空間を視覚的に認識するだけでそのグラスの形状を規定することはできる。よって我々は空間全体などの「最大スコープ」と、必要なだけ限定された「直接スコープ」に分けることが必要になるときがあるのである。
では、どのような時にこの「直接スコープ」の概念が有効になるのだろうか。例えば、「冷蔵庫の中のトマト」という表現は全く自然であるが、「家の中のトマト」という表現は不自然である。「アルバムの中の写真」は自然であるが、「家の中の写真」は不自然である。これは、叙述する際のスコープを誤って設定してしまったために、通常の直接スコープとは異なるスコープと捉えられるために不自然と感じてしまうのである。
さらに顕著なスコープの差は動詞の単純形と進行形の差に見ることができる。たとえば単純現在形（e.g. examine）は事態の最初から最後までを指すことができるのに対して、進行形は（e.g. be examining）は事態のある部分を取り出して描写することを表す。この差は、事態のどの部分にスコープを絞って叙述するかの違いを文法的に表したものであるといえる。

## 際だち（Prominence）

### プロファイル
言語表現の意味は、その基盤として、言語形式が概念内容の特定の領域（認知ドメイン）を選択するところから始まる。それを概念のベースと呼ぶ。ベースとは、複合的なドメイン（Domain matrix）の特定の（活性化した）ドメインを取り出したもので、最大スコープ（Maximal Scope）または直接スコープ（Immediate Scope）に対応する。そして、そのドメインの中で、直接的な注意を向けたある特定の領域内の部分構造（substructure）をプロファイルと呼ぶ。（Langacker 2008: 66）
たとえば、「肘」という概念を考えてみよう。肘という概念を考えるに当たっては、まず体の一部分であることから、人間の体（最大スコープ）の中でも、「腕」にスコープを当てる必要がある（直接スコープ）。そしてその「腕」という直接スコープの中で、ある「肘」という部分構造を取り出す行為が「プロファイル」である。スコープが当たっているの区域の中で、特定の注意が当てられた部分をプロファイルということもできる。Langackerの認知図式（ダイアグラム）ではプロファイルがなされている対象は太線で表記がなされる。
このベースとプロファイルの関係は、ゲシュタルト心理学の「図」と「地」にあたる。
このベース・プロファイルの概念は、語の意味、文法的意味を考えるに当たって、認知文法においては中心的な役割を果たす。例えば、parent, child, have a parent, have a childという４つの言語表現の意味を考えてみよう。これについてLangackerは以下のように説明している。
この諸表現の意味的な差異は、「親子間の血縁関係」という一つのベースから異なったプロファイリングがなされたことに起因する。例えばparentとchildはその関係の中のある役割によって特徴付けがなされたある部分をプロファイルする。関係がプロファイルされていないのは、parentやchildという指示物が「関係」そのものではなく、「人物」であるからである。しかしこの「関係」はhave a parentやhave a childという複合表現になるとプロファイルがなされるようになる。これらの表現はある時間を通じて静的な状況である関係そのものをプロファイルしている。